# Bellator Heavyweight Championship
Il Bellator Heavyweight Championship è il titolo massimo della Bellator MMA e, come indica lo stesso nome, il titolo è riservato alla categoria dei pesi massimi (da 93 a 120 kg).

## Titolo dei pesi massimi (da 93 kg a 120 kg)
| Nome                                                                                             | Data                            | Luogo                      | Difese                                                              |
| ------------------------------------------------------------------------------------------------ | ------------------------------- | -------------------------- | ------------------------------------------------------------------- |
| Cole Konrad batté Neil Grove                                                                     | 14 ottobre 2010 (Bellator 32)   | Kansas City, Stati Uniti   | - batté Eric Prindle a Bellator 70 il 25 maggio 2012                |
| Konrad rese vacante il titolo il 12 settembre 2012, quando si è ritirato dalle competizioni MMA. |                                 |                            |                                                                     |
| Alexander Volkov batté Rich Hale                                                                 | 14 dicembre 2012 (Bellator 84)  | Hammond, Stati Uniti       |                                                                     |
| Vitaly Minakov                                                                                   | 15 novembre 2013 (Bellator 108) | Atlantic City, Stati Uniti | - batté Cheick Kongo a Bellator 115 il 4 aprile 2014                |
| Minakov fa privato del titolo il 14 maggio 2016 per inattività.                                  |                                 |                            |                                                                     |
| Ryan Bader batté Fedor Emelianenko                                                               | 26 gennaio 2019 (Bellator 214)  | Inglewood, Stati Uniti     | - No Contest contro Cheick Kongo a Bellator 226 il 7 settembre 2019 |
| Valentin Moldavsky batté Timothy Johnson per il titolo ad interim                                | 25 giugno 2021 (Bellator 261)   | Uncasville, Stati Uniti    |                                                                     |